# Les Biches
|  | Per a altres significats, vegeu «Les Biches (Marie Laurencin)». |

Les Biches és un film coproduït entre França i Itàlia, dirigida per Claude Chabrol, estrenada el 1968. Stéphane Audran fou guardonada amb l'Os de Plata a la millor interpretació femenina al Festival de Berlín 1968 per la seva interpretació en aquest film.

## Argument
Frédérique, rica burgesa parisenca ociosa i despreocupada, es fixa un dia una noia bohèmia, Why, que dibuixa cérvols en guix sobre el Pont des Arts. La sedueix, i després la duu a la seva vil·la. Hi passen agradables moments, fins al dia en què Why s'enamora d'un seductor arquitecte, Paul Thomas.
Frédérique, en un accés de gelosia incontrolable, decideix llavors seduir Paul. No sospita encara que Why, abandonada per tots, acabarà perdent a poc a poc la raó...

## Repartiment
- Jean-Louis Trintignant: Paul Thomas
- Jacqueline Sassard: Why
- Stéphane Audran: Frédérique
- Nane Germon: Violetta
- Serge Bento: Llibreter
- Henri Frances:
- Henri Attal: Robèque
- Dominique Zardi: Riais